# Raymund Dapp

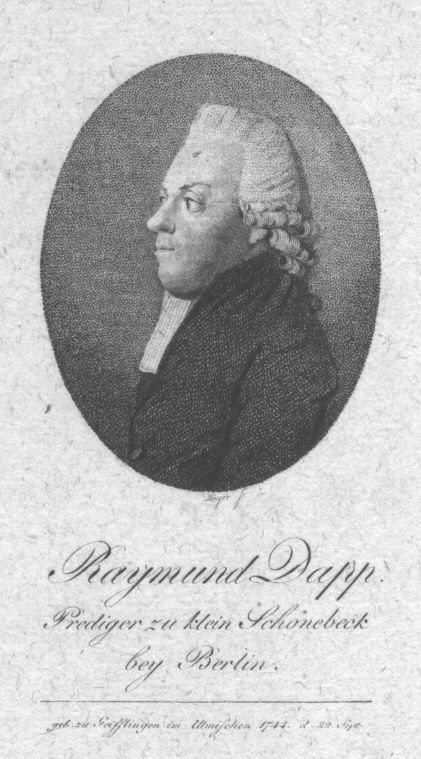
Porträt aus der Neuen allgemeinen deutschen Bibliothek. 37. Bd. 1.; 1798

Raymund Dapp (* 22. September 1744 in Geislingen; † 1. März 1819 in Klein-Schönebeck bei Berlin) war ein deutscher evangelischer Theologe und Pfarrer.

## Ausbildung und frühe Stationen
Raymund Dapp wuchs in seiner Geburtsstadt Geislingen auf und besuchte anschließend das Gymnasium in Ulm. 1762 wurde er an der Universität Tübingen immatrikuliert, blieb jedoch, wie es üblich war, als Schüler der dortigen Gymnasialprofessoren in Ulm. 1769 nahm er das Studium der Theologie in Erlangen auf. Anschließend ging er nach Halle (Saale), um bei Johann Salomo Semler Vorlesungen zu hören. Dort kam er auch mit den Ideen August Hermann Franckes in Kontakt. Danach siedelte er nach Berlin über. Hier nahm er eine Hauslehrerstelle an und schloss sich einem theologischen Freundeskreis an, dessen Mitglieder in einer freiheitlichen Lebensweise, in intensivem wissenschaftlichen Interesse und einer ausgeprägten Abneigung gegen kirchlich-orthodoxes Dogmatisieren verbunden waren. Bekannte Mitglieder dieser Gruppe waren etwa der spätere Hallenser Philosophieprofessor Johann August Eberhard, der Gothaer Generalsuperintendent Josias Friedrich Löffler und der Pädagoge Joachim Heinrich Campe. Auch die zum Umkreis dieser Gruppe gehörenden Gotthold Ephraim Lessing, Moses Mendelssohn und Friedrich Nicolai lernte er hier kennen.

## Klein-Schönebeck

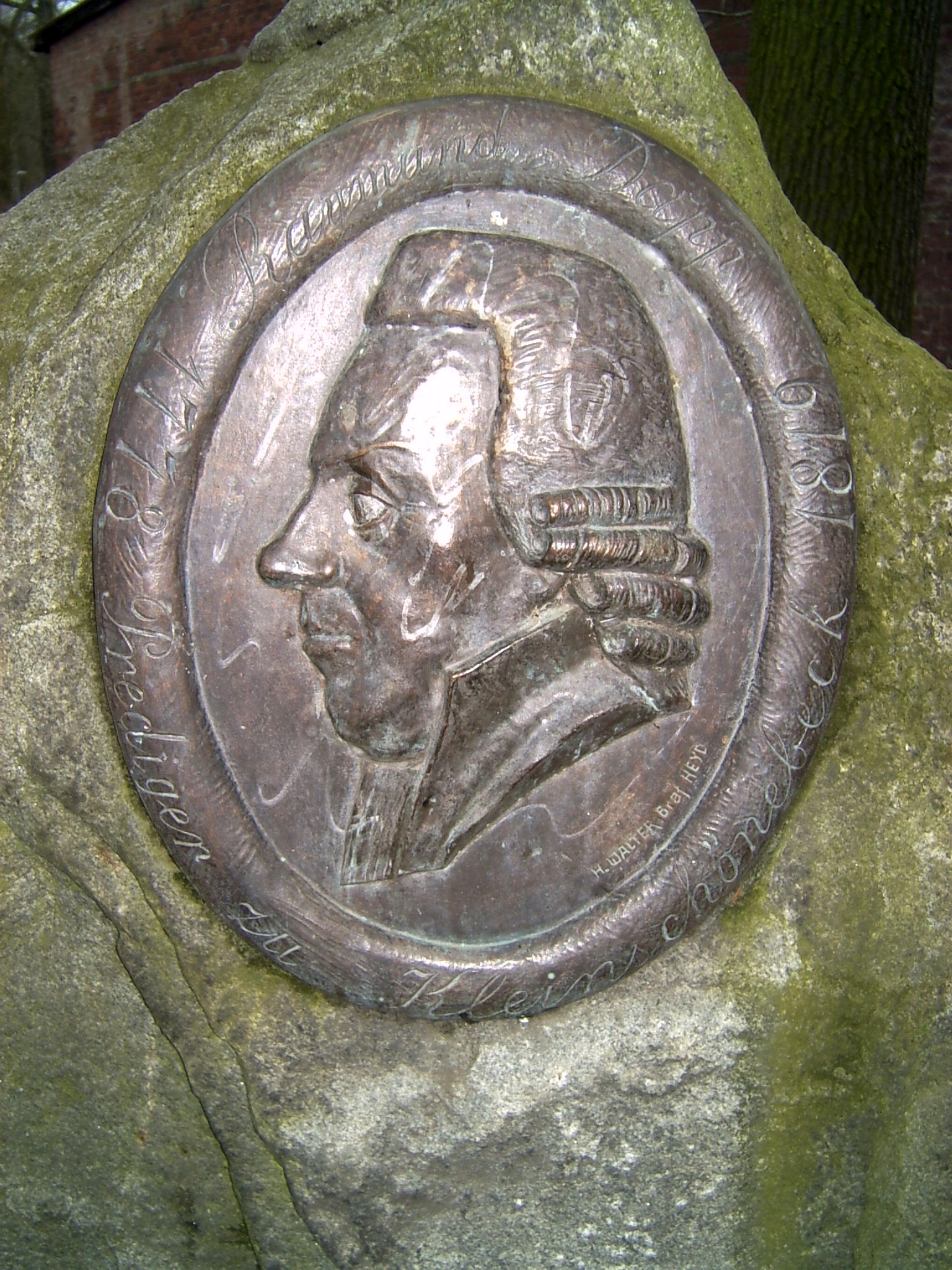
Relief des Raymund-Dapp-Gedenksteines in Schöneiche

Der wohl wichtigste Moment kam im Jahre 1778, als Dapp das Pfarramt in Klein-Schönebeck, östlich von Berlin gelegen, mit den Filialen Schöneiche und Münchehofe, übernahm. Die Amtseinführung fand am 5. April statt; am ersten Ostertag hielt er seine Antrittspredigt. Im selben Jahr heiratete er die Schwester eines Studienfreundes. Die Ehe war glücklich und vertrauensvoll, jedoch ohne Kinder, dafür adoptierte das Paar später die kleine Tochter eines verstorbenen Freundes. Neben dem Pfarramt mit seinen diversen Pflichten und Aufgaben stand im Mittelpunkt von Dapps Arbeit die von ihm 1793 begründete und geleitete Industrieschule, eine auf die Erlernung handwerklicher Fähigkeiten ausgerichtete Schule in seinem Pfarrdorf. Neben elementarem Schulwissen lernten die Kinder auch praktische Fähigkeiten, wie sie der Aufschwung von Landwirtschaft und Manufakturarbeit in dieser Zeit erforderten. 10 Stunden wöchentlich waren für Rechnen, Lesen und Katechismusunterricht vorgesehen, und im Sommer 30, im Winter 40 Stunden dem Arbeitsunterricht gewidmet. Hier wurden die Kinder in  den normalen häuslichen Arbeiten eines Bauernhofes, aber auch mit der Verarbeitung von Schafwolle und Flachs, Gartenbau, dem Anpflanzen von Maulbeerbäumen und der Seidenspinnerei vertraut gemacht. Dapp sorgte dafür, dass Eltern die Lehrer nicht bezahlen mussten, so war das ein wirklicher Unterricht und keine verkappte Erwerbsarbeit in der Schule. Diese Schule war für seine Zeit völlig neu und innovativ. Angebote anderer Pfarrstellen lehnte er ab, Ambitionen auf eine weitere kirchliche oder wissenschaftliche Karriere verfolgte Dapp nicht. Jedoch trat er literarisch durch eine Reihe von Predigtsammlungen sowie durch ein seit 1805 herausgegebenes „Gemeinnütziges Magazin für Prediger“ und durch die langjährige Mitwirkung an der von seinem Freund Friedrich Nicolai herausgegebenen „Allgemeinen deutschen Bibliothek“ hervor. Theologiegeschichtlich ist sein Name vor allem mit diesem Rezensionsorgan verknüpft. Dapp veröffentlichte im Laufe von 24 Jahren etwa einhundert Rezensionen. Seinen Freund Nicolai unterstützte er auch bei der Ausarbeitung des Buches „Beschreibung einer Reise durch Deutschland und die Schweiz“. Den Roman „Leben und Meinungen Gundibert's, eines deutschen Philosophen“ verfasste Nicolai weitgehend bei Aufenthalten in Dapps Haus in Klein-Schönebeck.
Den Bewohnern Schöneiches ist er heute noch vor allem aus einem Grund in Erinnerung geblieben: Nachdem Preußen den französischen Truppen Napoleons unterlegen war und im Jahre 1803/04 von den Franzosen besetzt wurde, gab es auch in Schöneiche schlimme Übergriffe der Besatzungssoldaten. Dagegen schritt Raymund Dapp ein und erreichte bei dem Gutsherren die Einstellung eines Dorfgendarmen und von den Besatzungsbehörden größere Disziplin der französischen Soldaten. Möglicherweise hat er auch für die Unterbringung des im Kampf gegen die Franzosen schwer verwundeten Stabsrittmeisters und späteren Generalmajors von Lützow in Schöneiche gesorgt. Dapp wurde schon zu Lebzeiten als „großer Menschenfreund“ gerühmt.

## Schriften
- Gebetbuch für christliche Landleute, Berlin 1785 (Zweite vermehrte Auflage, Züllichau 1799)
- Zwey Predigten über die Abschaffung der Betteley auf dem platten Lande und die deshalb errichteten neuen Armenanstalten, Berlin 1792;
- Kurze Predigten und Predigtentwürfe über die gewöhnlichen Sonn- und Festtags-Evangelien. Nebst einem Anhange von Casualpredigten und Reden, besonders für Landleute und Landprediger. Herausgegeben von Raymund Dapp, Berlin 1793–1804 (6 Jahrgänge)
- Predigtbuch für christliche Landleute, zur häuslichen Andacht und zum Vorlesen in der Kirche. Auf alle Sonn- und Festtage des ganzen Jahrs, nach den Evangelien. Berlin 1788. Neue, verbesserte und vermehrte Auflage, Berlin / Stettin 1797